# Сыцув
Сыцув (пол. Syców), историч. Гросс-Вартенберг (нем. Groß Wartenberg) — город в Польше, входит в Нижнесилезское воеводство, Олесницкий повят. Имеет статус городско-сельской гмины. Занимает площадь 17,06 км². Население — 10 763 человек (на 2004 год).

## Фотографии

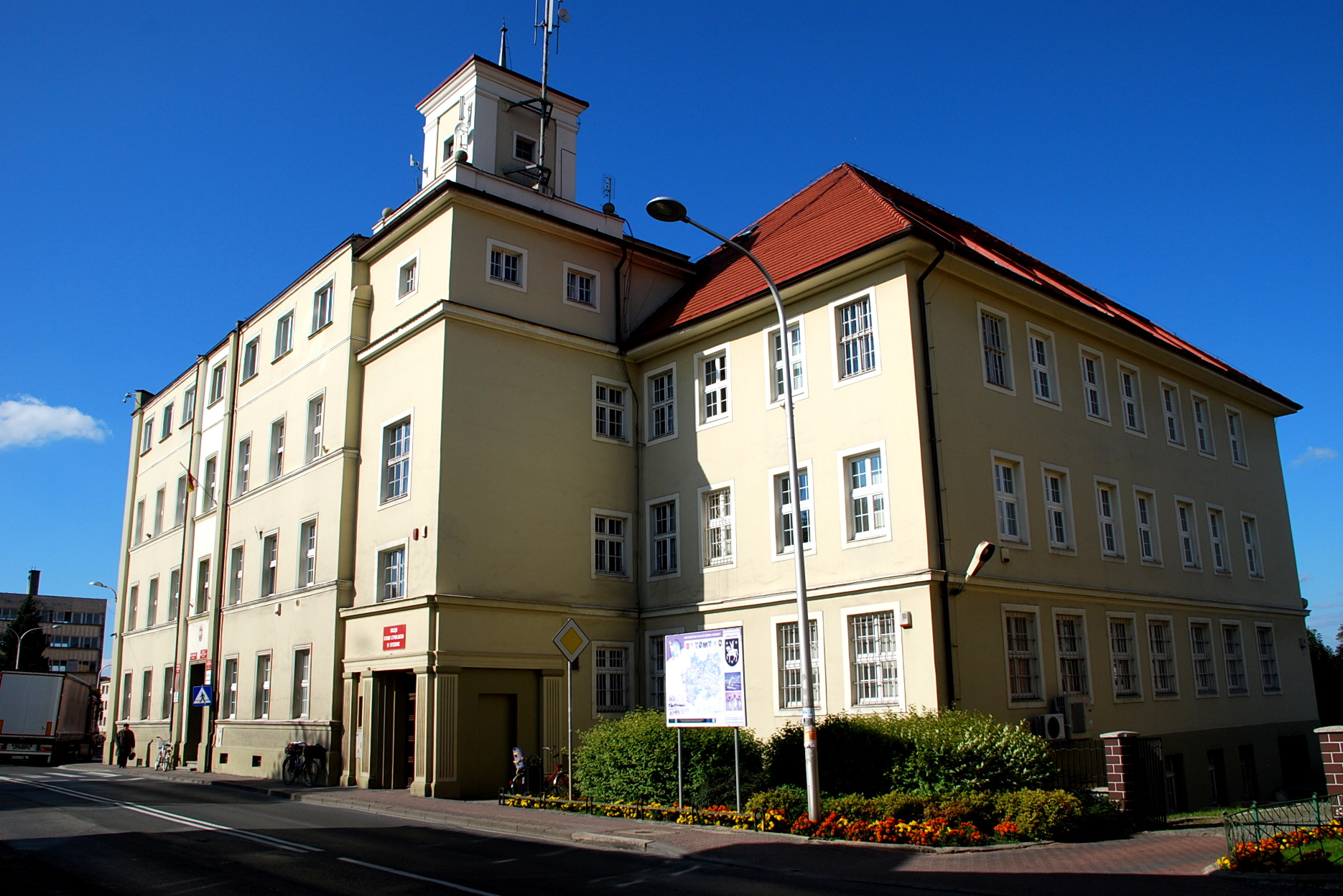
Ратуша
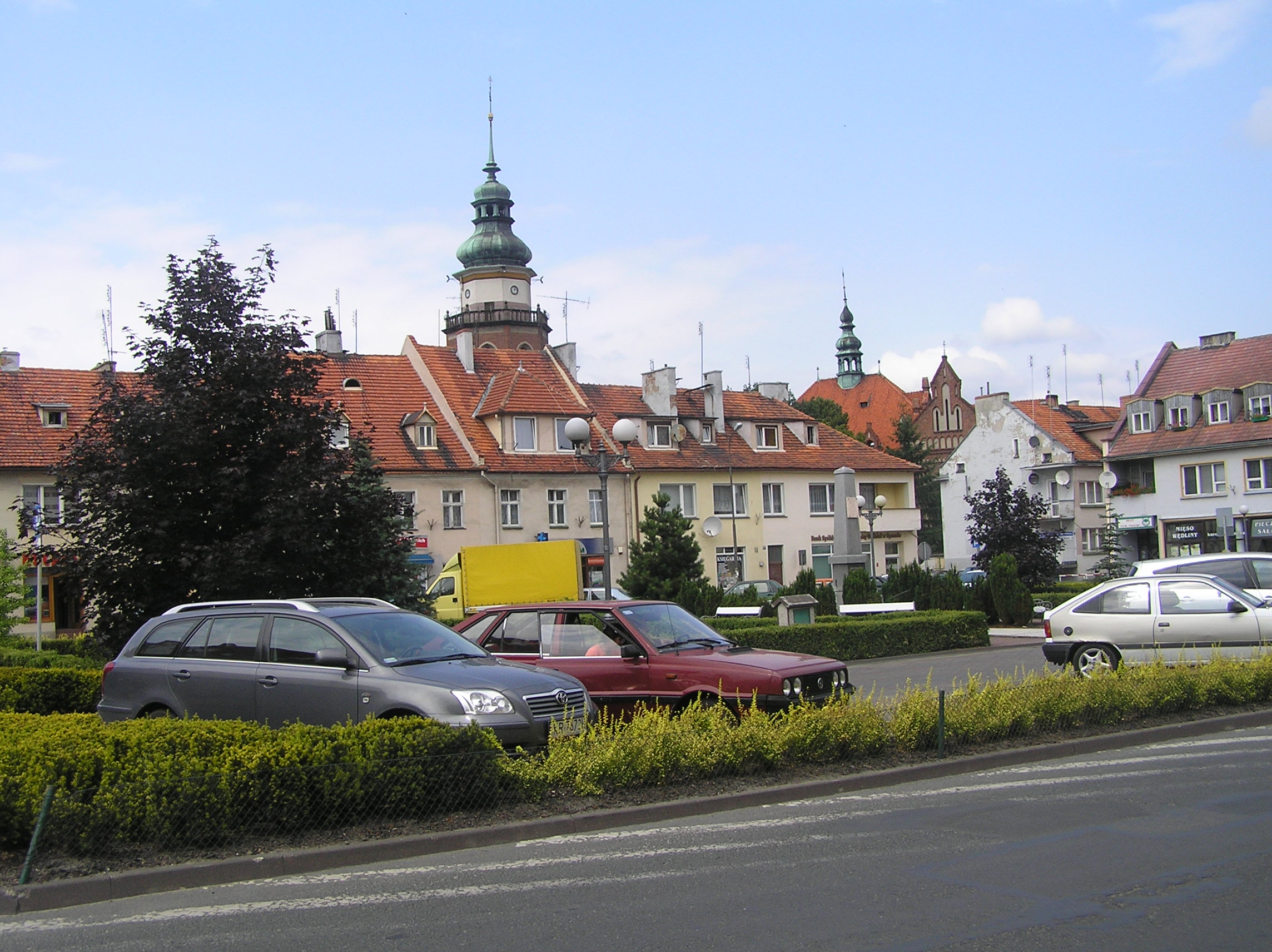
Рыночная площадь
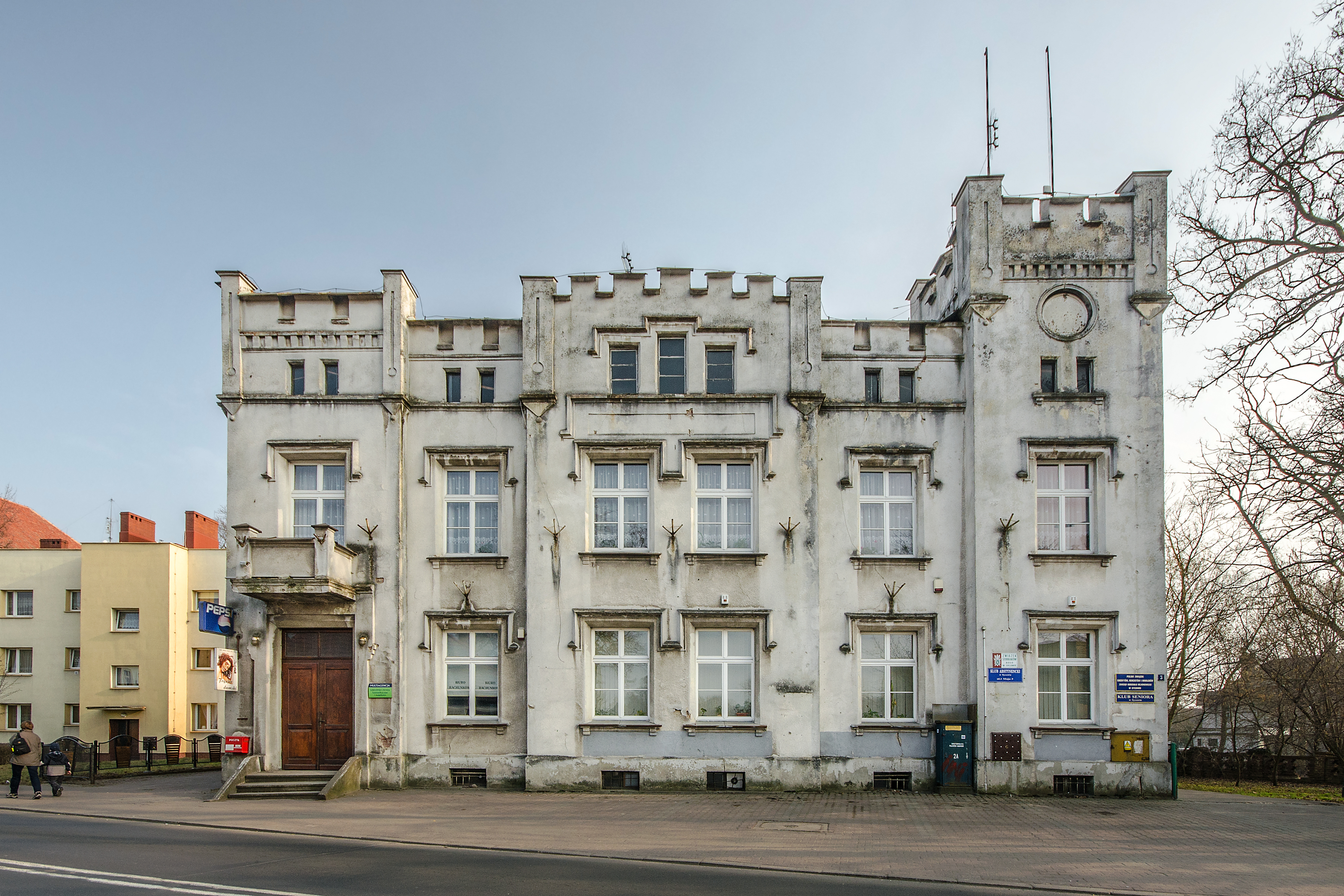
Историческое здание почты
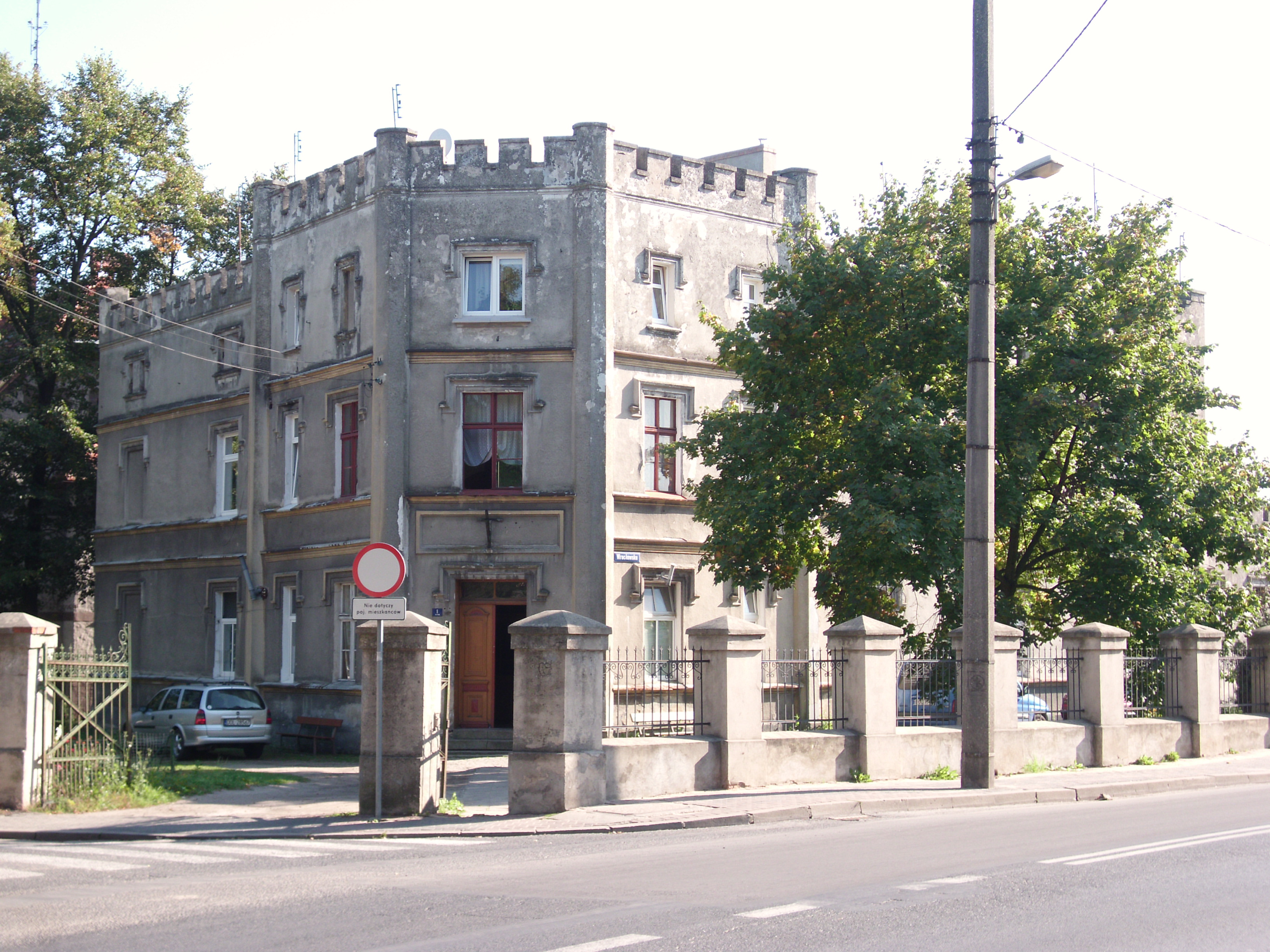
Жилой дом
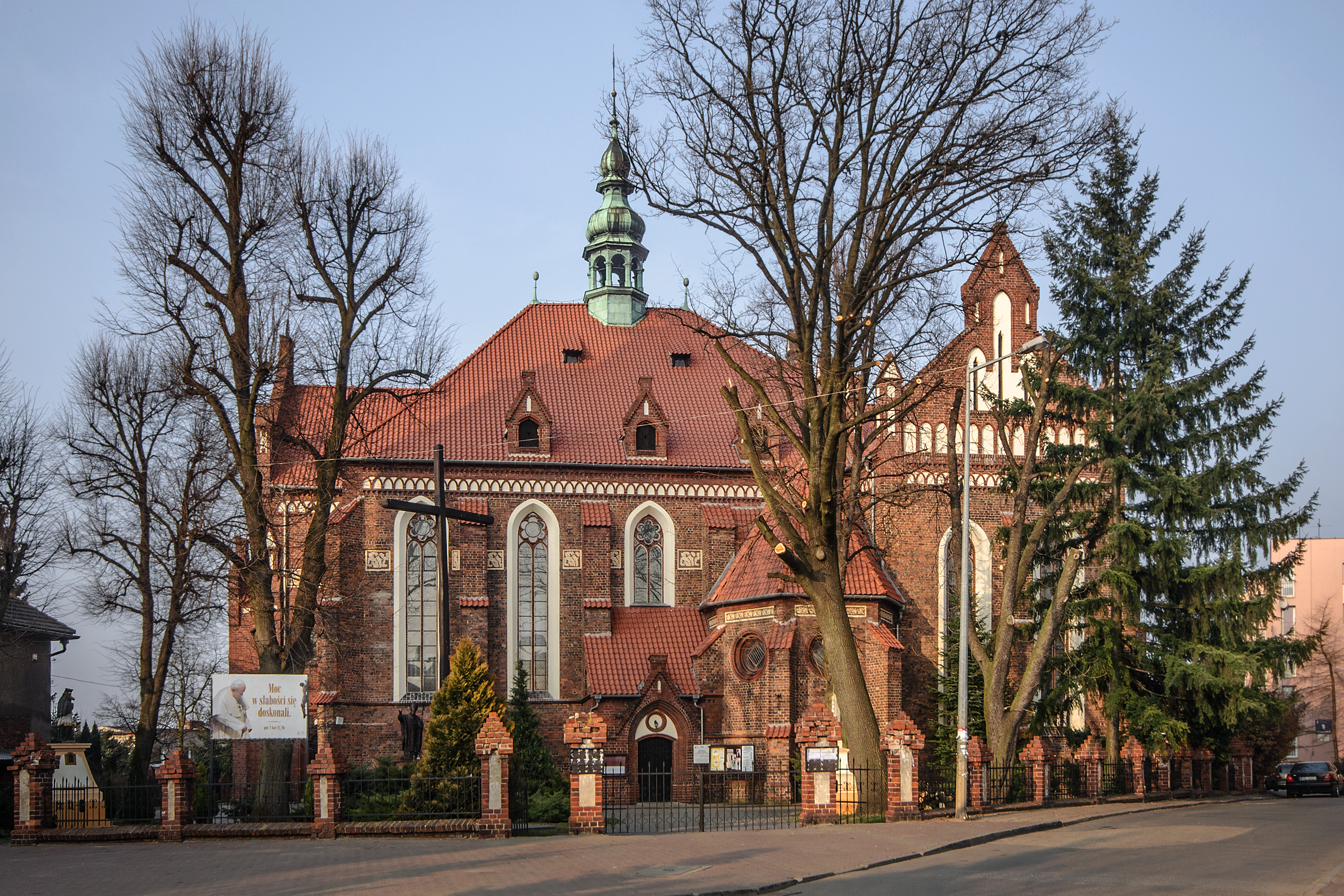
Церковь Св. Петра и Павла
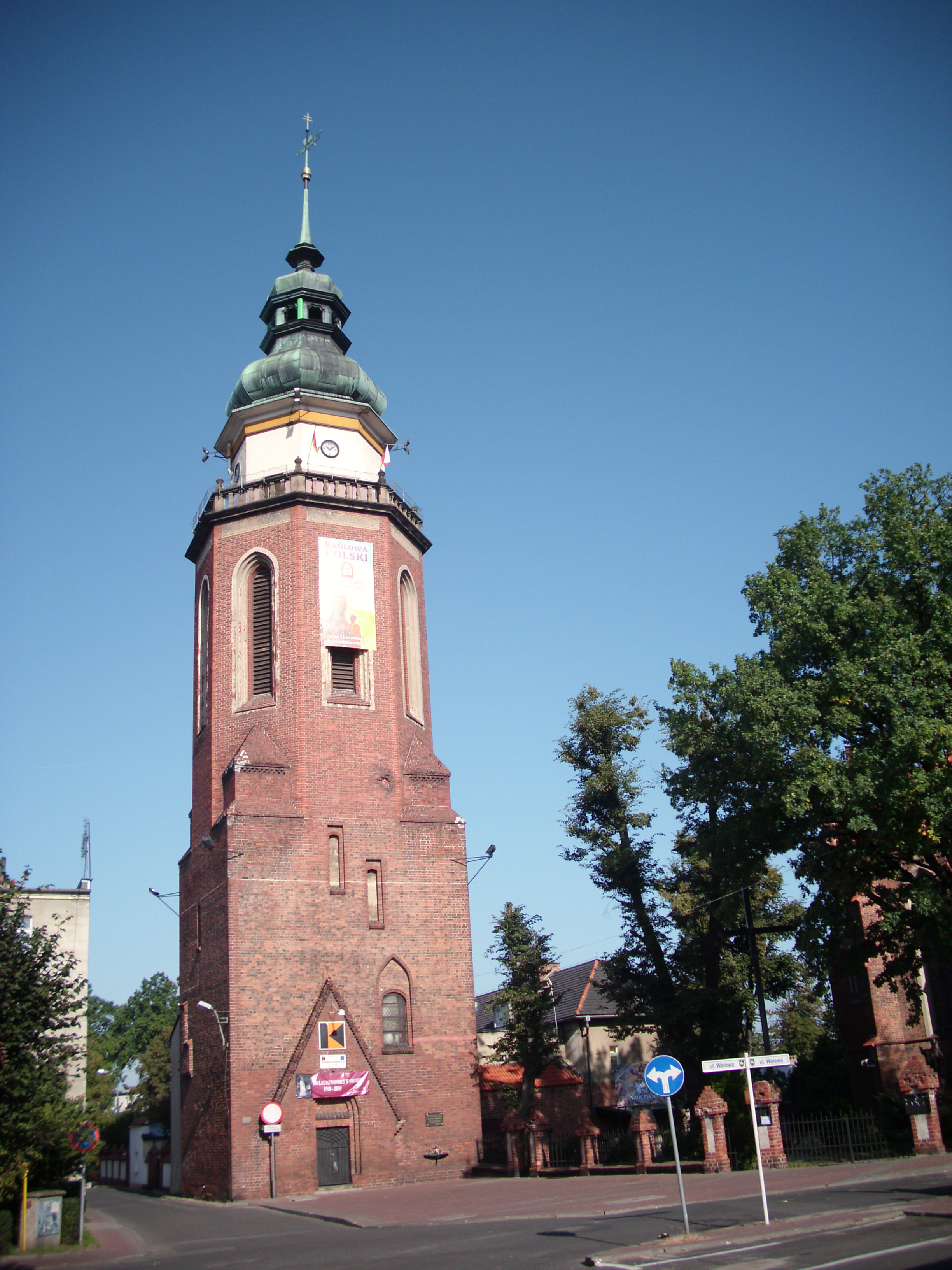
Колокольня
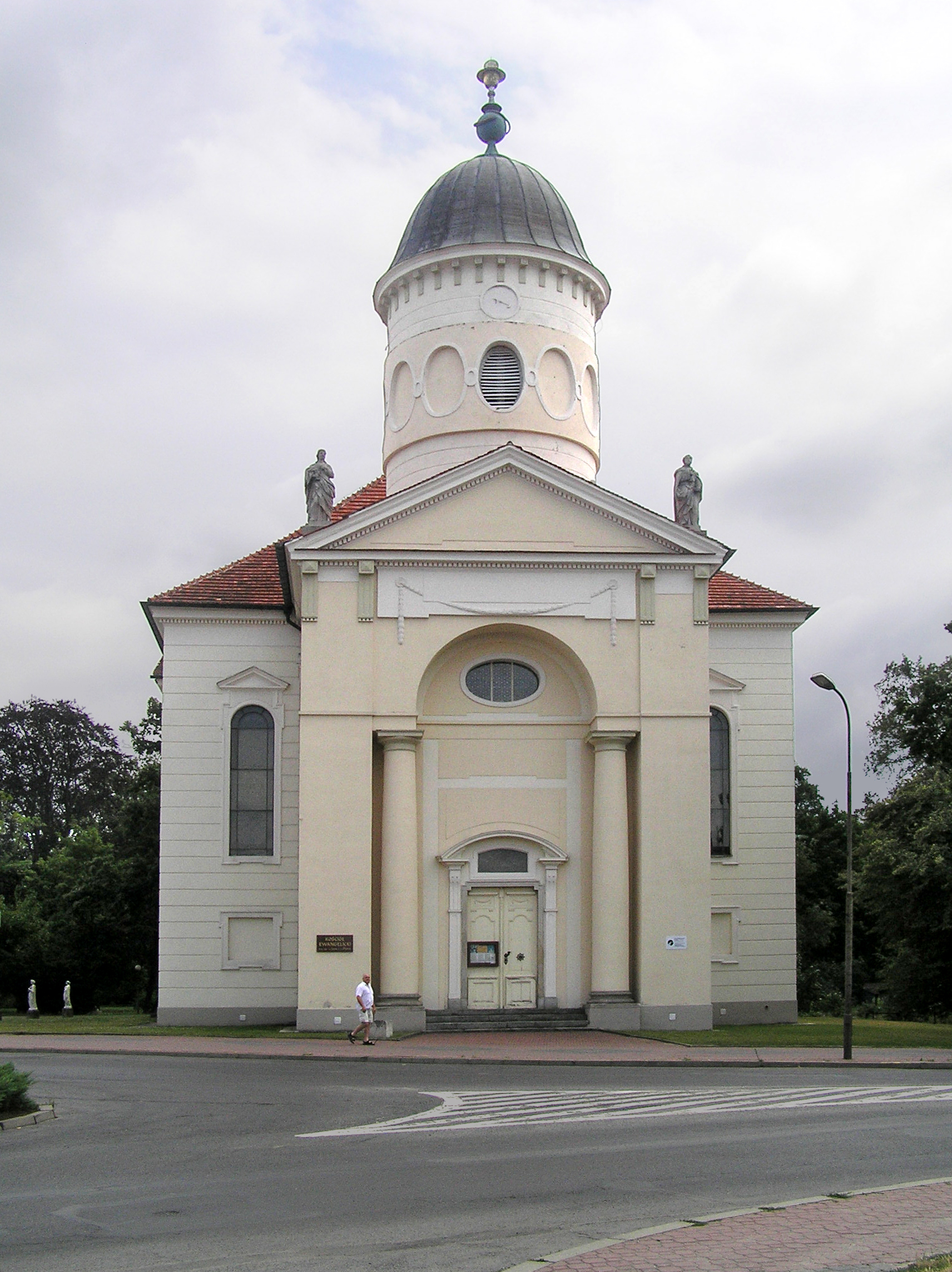
Лютеранская церковь
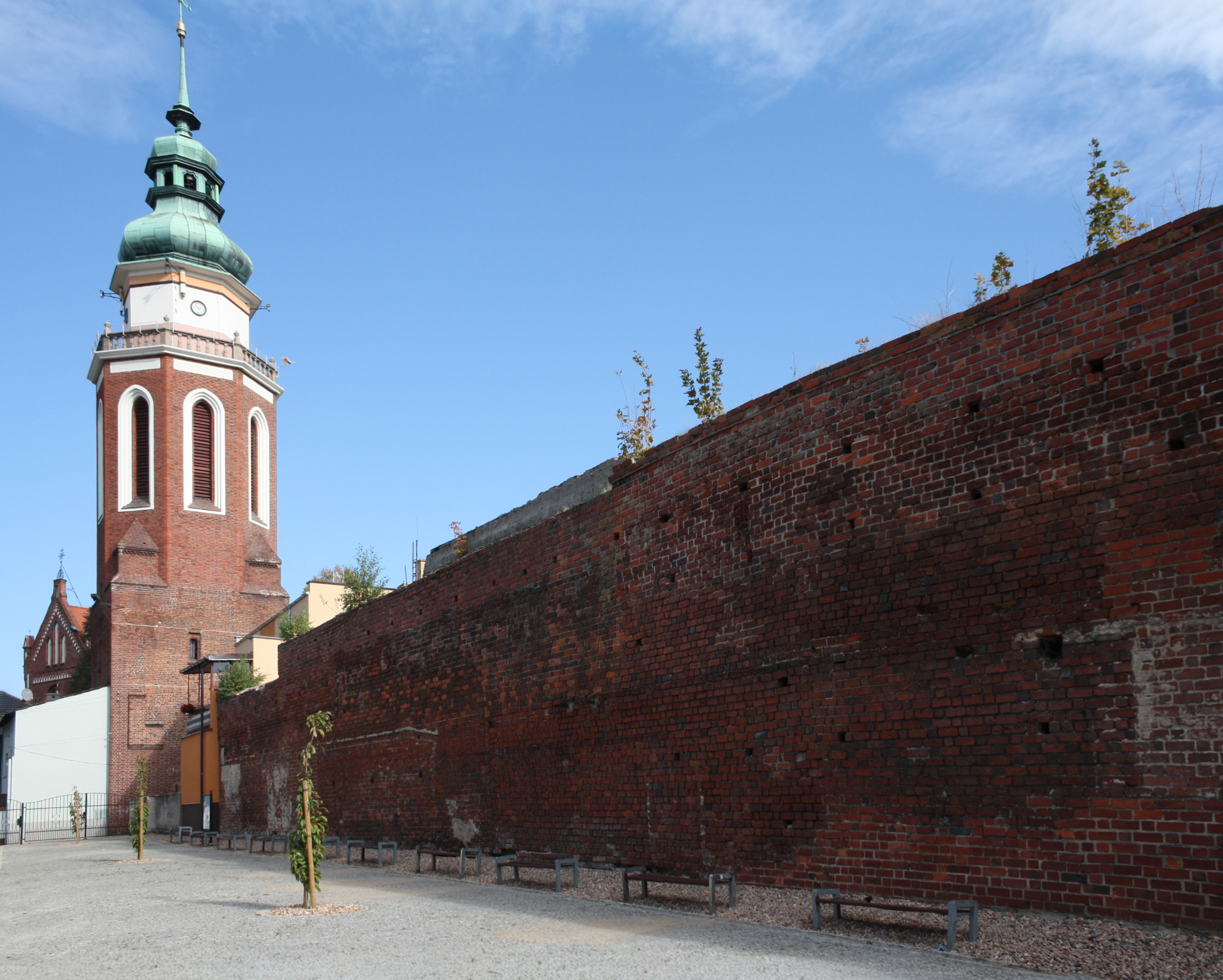
Фрагмент старой городской стены